# Aplicación vertical
Una aplicación vertical o aplicación de mercado vertical, es un software definido por requisitos para un único, o estrechamente definido, mercado. Esto contrasta con la aplicación horizontal.
Un ejemplo de aplicación vertical es el software que ayuda a los médicos a gestionar registros de pacientes, facturas de seguros, etc ...
Generalmente aparece en todos los casos en donde la resolución de un problema informático no puede realizarse con una aplicación horizontal existente.
Software como éste puede ser comprado cuando está disponible, o el interesado puede contratar a una empresa, consultor o programador independiente para crear desde cero o modificar un software existente y acomodarlo a sus necesidades. 
El software estará diseñado para un fin específico, y difícilmente pueda aplicarse en otra área sin adaptaciones previas.
- Datos: Q1093847